# Possagno
Possagno is een gemeente in de Italiaanse provincie Treviso (regio Veneto) en telt 2154 inwoners (31-12-2004). De oppervlakte bedraagt 12,1 km², de bevolkingsdichtheid is 178 inwoners per km².

## Demografie
Possagno telt ongeveer 807 huishoudens. Het aantal inwoners steeg in de periode 1991-2001 met 11,0% volgens cijfers uit de tienjaarlijkse volkstellingen van ISTAT.
| Jaar | Inwoneraantal |
| ---- | ------------- |
| 1991 | 1828          |
| 2001 | 2029          |
| 2023 | 2245          |

## Geografie
De gemeente ligt op ongeveer 335 m boven zeeniveau.
Possagno grenst aan de volgende gemeenten: Alano di Piave (BL), Castelcucco, Cavaso del Tomba, Paderno del Grappa.

## Geboren in Possagno
- Antonio Canova (1757-1822), beeldhouwer
- Ettore Cunial (1905-2005), bisschop